# Index daňových rájů
Index daňových rájů je žebříček vytvořený skupinou Tax Justice Network řadící daňové jurisdikce podle toho, v jaké míře umožnují nadnárodním společnostem obcházet daň z příjmů právnických osob. Index se zaměřuje primárně na legislativu daných zemí a vyhodnocuje, zda jejich daňový systém dovoluje minimalizování daně pomocí mezer v zákoně a přesouvání zisků z jiných zemí. Cílem je upozornit na tyto daňové ráje a vytvořit tlak na zamezení soupeření států a zneužívání korporátní daně jako nástroje zahraniční politiky. Index nevytváří pouhý seznam těchto daňových rájů, ale snaží se stanovit pozici jednotlivých jurisdikcí vzhledem k ostatním. Hodnocení indexu je veřejně dostupné na webových stránkách.
Index daňových rájů byl poprvé spočítán v roce 2019 a poté v roce 2021. Tax Justice Network provozuje také Index finančního tajemství, který mapuje offshorové aktivity států a transparentnost jejich finančních systémů.

## Metodologie

### Hodnocení jurisdikcí
Jurisdikce jsou hodnoceny na základě CTHI indexu (Corporate Tax Haven Index), což je míra intenzity, s jakou jurisdikce umožňuje nadnárodním společnostem zneužívat daně z příjmu právnických osob, neboli jak velké je riziko, že se daná jurisdikce stane daňovým rájem.
CTHI index je vypočítán kombinací HS (Haven score - skóre daňového ráje) a GSW (Global Scale Weight - Měřítko rozsahu finančních aktivit) jurisdikce. HS index zachycuje, jak velký prostor pro zneužívaní korporátních daní daňový a finanční systém jurisdikce umožňuje. Hodnoty HS indexu jsou v rozmezí od 0 do 100, kde 0 reprezentuje daňový systém, jenž neumožňuje zneužívání korporátních daní, a 100 reprezentuje systém, jenž umožňuje zneužívání korporátních daní bez omezení, neboli je daňovým rájem. GSW měří celkový podíl finančních aktivit prováděných nadnárodními společnostmi uskutečněných v dané jurisdikci. Kombinace HS a GSW poskytuje představu o tom, jak velká část korporátních finančních aktivit, prováděných po celém světě, je v dané jurisdikci vystavena riziku zneužívání korporátních daní nadnárodními společnostmi.
Vysoká nebo nízká hodnota GSW indexu sama o sobě neříká zda daňový systém je dobrý nebo ne. Říká nám ale, že čím vyšší hodnota GSW jurisdikce je, tím větší odpovědnost za ochranu před zneužíváním korporátních daní jurisdikce nese.
Proto vysoká hodnota CTHI indexu nutně neznamená, že jurisdikce má agresivnější daňové zákony, ale spíše že zákony jurisdikce a jejich postavení v rámci celosvětové ekonomiky vytváří větší riziko pro zneužívání korporátních daní nadnárodními společnostmi.

## Haven score (HS)
Daňový a finanční systém každé jurisdikce je hodnocen na základě 20 Haven ukazatelů, které dohromady tvoří celkové HS. Haven ukazatele zahrnují širokou škálu zákonů, strategií a postupů např. míru zdanění příjmu právnických osob, srážky z úrokových plateb. Haven ukazatele se skládají z dalších podukazatelů, a tedy každá jurisdikce je hodnocena na základě více než 70 faktorů. Jednotlivé podukazatele jsou hodnoceny v rozmezí od 0 do 100, kde vyšší číslo signalizuje větší hrozbu.
Haven ukazatele lze rozdělit do 5 kategorií:
·      Nejnižší dostupná daň z příjmu právnických osob
·      Mezery v zákonech
·      Transparentnost
·      Opatření proti obcházení daně
·      Agresivita smluv o dvojím zdanění
Celkové HS jurisdikce je vypočítáno jako aritmetický průměr jednotlivých skóre získaných v každé kategorii

### Nejnižší dostupná daň z příjmů právnických osob
Obvykle má jurisdikce základní sazbu daně z příjmu právnických osob, ale ve skutečnosti může nadnárodní společnost platit mnohem nižší efektivní sazbu buď díky tajnému daňovému usnesení nebo díky konkrétním daňovým výjimkám a osvobozením. Tento ukazatel určuje nejnižší dostupnou sazbu daně z příjmu právnických osob (LACIT) pro jakkoli velkou obchodní společnost, která je daňovým rezidentem země. Ukazatel Haven 1 je vypočítán škálováním LACIT sazby vůči doporučené sazbě 35 % (nejvyšší dostupná sazba daně z příjmu právnických osob v demokratické zemi).

### Mezery v zákonech
Tyto ukazatele se zaměřují na různé výjimky, které mohou být využity k omezení sazby daně nebo daňového základu. Celkem zahrnuje 7 indikátorů.

#### 1) Zacházení s příjmy ze zahraničních investic
Tento ukazatel hodnotí zda daňový systém jurisdikce vylučuje zahraniční investiční příjmy z daňového základu, a zda tlačí na ostatní země, aby snižovaly sazby korporátní daně.
Pro pochopení tohoto ukazatele si představte nadnárodní společnost se sídlem v zemi A, jež získává pasivní příjmy ze země B (viz. obr. níže). Tyto pasivní příjmy mohou být dividendy, úroky nebo licence. Daňové orgány země B pravděpodobně uvalí srážkovou daň na dividendy, úroky a licence vyplácené ze společnosti v zemi B na účet nadnárodní společnosti v zemi A. Tento ukazatel hodnotí, jak se země A zachová k obdrženým příjmům.
Pokud země A neuvalí srážkovou daň na obdržené příjmy, tak se snaží dosáhnout co nejnižší úrovně daňových sazeb, regulací a pracovních podmínek za účelem zvýšení konkurenceschopnosti. Nadnárodní společnost zaplatí daně pouze v zemi B, kde příjmy vznikly a ne v zemi A, kde má nadnárodní společnost sídlo. Důsledkem toho může vzniknout daňová válka mezi zeměmi. Země B by snížením srážkové daně uvalené na dividendy, úroky a licence mohla přilákat nadnárodní společnosti k investicím v této zemi.

#### 2) Přenos ztrát
Tento ukazatel zohledňuje zda společnosti mohou využít ztráty v jednom roce jako odpočet na snížení daňových závazků v dalších letech. 
Pro pochopení tohoto ukazatele si představte, že dceřiná společnost nadnárodní korporace má ztrátu 300 euro v roce 2022 a zdanitelný zisk 500 euro v roce 2023. V případě plného přenesení ztráty si společnost může svůj zdanitelný zisk (daňovou základnu) v roce 2023 snížit na 200 euro (-300 + 500 = 200). V tomto případě se přenesení ztráty do dalších let může zdát jak rozumným postupem. 
Nyní se ale představte, že společnost má ztrátu 6 000 euro v roce 2022 a zdanitelný zisk 300 euro každý následující rok (inflaci zanedbáme). Může společnost přenést tuto ztrátu z roku 2022 do následujících let (-6 000 + 20*300 = 0) a snížit tak svůj zdanitelný základ na 0 euro po dalších 20 let? Povolí země přenášení ztrát do následujících let do nekonečna a bez časového omezení, nebo dokonce i zpětné přenášení ztrát do minulých let? Daňové ráje využívají tyto rozsáhlé možnosti jako návnadu k přilákání nadnárodních společností, které by se jinak usídlily jinde.

#### 3) Daň z příjmu z kapitálových zisků
Při nákupu aktiv jako je dům nebo portfolio akcií a jejich následným prodejem za vyšší cenu v pozdějším roce vzniká kapitálový zisk. Země daní kapitálové zisky v různé míře, obvykle až při prodeji. Tento ukazatel měří rozsah, v jakém jurisdikce daní korporátní kapitálové zisky vznikající z prodeje domácí a zahraničních cenných papírů. Hodnotí se tak nejnižší dostupná daň uvalená na korporátní kapitálové zisky, vztahující se k velkým ziskovým korporacím s daňovým sídlem v dané zemi bez ohledu na to, jak jsou tyto kapitálové zisky zdaněny.
Některé země zahrnují kapitálové zisky vznikající u nadnárodních společností do obecného korporátního zdanění, zatímco jiné daní kapitálové zisky zvlášť. Daňové sazby se mohou také lišit podle toho, co je nakupováno a prodáváno (zda se jedná o nemovitosti, cenné papíry nebo jiný druh aktiva). Tento ukazatel bere v úvahu pouze kapitálové zisky nadnárodních společností z domácích a zahraničních cenných papírů, protože právě zde dochází k přesunu zisků.

#### 4) Sektorové osvobození
Země nabízejí daňová osvobození různými způsoby a z různých důvodů. Některá jsou omezena geograficky (např. za usazení se ve zvláštní ekonomické zóně), zatímco jiná jsou omezena časově (např. daňové prázdniny). Tato osvobození jsou pokryta v následujícím oddíle. V tomto oddíle jsou pokryta osvobození, která se vztahují na konkrétní hospodářské sektory a činnosti, která nejsou omezena geograficky ani časově. Pokud by např. Brazílie měla hlavní sazbu daně z příjmu právnických osob 35 %, ale pouze 20 % pro zemědělskou činnost, bude pokryta tímto ukazatelem. 
Tento ukazatel se nesnaží trestat země za to, že podporují určité hospodářské sektory, možná jako součást průmyslové politiky, jež využívá silné stránky země. Proto tento ukazatel rozlišuje mezi osvobozeními na základě nákladů a osvobozeními na základě zisku, které jsou uděleny pouze proto, že se společnost zabývá určitými ziskovými činnostmi. Osvobození na základě nákladů mohou být také škodlivá, ale obecně je rozsah jejich škod menší než osvobození na základě zisku, která vedou k přesunu zisku, a proto se tento ukazatel na ně zaměřuje.

#### 5) Daňové prázdniny, Ekonomické zóny
Tento ukazatel se zaměřuje na to, zda jurisdikce nabízí zvláštní daňová osvobození na základě geografického omezení (např. svobodný přístav, vývozní a ekonomické zóny) nebo na základě časového omezení (např. daňové prázdniny). Na rozdíl od předchozího oddílu, který se zaměřuje na daňová osvobození, které jsou k dispozici v rámci určitých ekonomických zónách nebo investičních činnostech, se tento oddíl zaměřuje na geografické a časové zóny.
Obvykle jsou daňové prázdniny a daňová osvobození prezentovány jako způsob, jak přilákat soukromé investice, ale ve skutečnosti mohou být snadno zneužity k přesunu zisku a daňovým únikům. Místní obyvatelstvo sice těží z přísunu pracovních míst a daňových příjmů, avšak na úkor velkých daňových ztrát a řady dalších škod.

#### 6) Zdanění duševního vlastnictví
Tento ukazatel měří, zda země nabízí zvláštní daňové osvobození pro duševní vlastnictví např. ve formě patentů. Obvykle uvedeným účelem daňového osvobození pro patenty je podpora inovace, ale ve skutečnosti jsou tato daňová osvobození navrhnuta často tak, aby přitahovaly nežádoucí daňové aktivity např. přesun zisku, které namísto inovací způsobí jen další škody. Stejně jako u mnoha jiných daňových úniků, patenty nutí ostatní země následovat stejný postup, což eventuelně může vést k soutěži o nejnižší úroveň daňových sazeb, regulací a pracovních podmínek za účelem zvýšení konkurenceschopnosti.
Jurisdikce, které nevyužívají patenty získávají skóre 0 tohoto ukazatele. Zmírňujícím faktorem může být tzv. „nexus“ test, který ověřuje, zda skutečné výzkumné a vývojové činnosti jsou základem dotčeného duševního vlastnictví, tj. skutečný vztah mezi příjmy a základní inovací, která vedla k těmto příjmům. Kvůli komplexnímu a teoreticky i prakticky chybnému přístupu tohoto testu tak země, které splňují požadavky „nexus“ testu získají skóre 90.

#### 7) Fiktivní odpočet úroků
Tento ukazatel se zaměřuje na to, zda jurisdikce nabízí fiktivní odpočet úroků ke snížení daňového základu v případě korporátní daně. Tento mechanismus umožňuje nadnárodním společnostem snížit svůj daňový základ tím, že jim povoluje odečíst „fiktivní“ úrokové náklady od jejich zdanitelného příjmu, tedy odečíst platby, které mohly provést, ale neprovedly.
Tento nástroj, známý jako odpočet úroků od daňového základu, byl obhajován jeho zastánci jako způsob, jak omezit daňové pobídky, které motivují nadnárodní společnosti k získávání finančních prostředků skrze zadlužení, což může ohrozit jejich finanční stabilitu. Nakonec se ale ukázalo, že tento mechanismus slouží k přesunu zisku a daňovým únikům.
Obvykle společnost, která si půjčuje velké množství peněz, si může odečíst úrokové platby ze svého zdanitelného příjmu, což vede společnosti k tomu, aby si půjčovaly peníze namísto toho, aby získávaly finanční prostředky od svých akcionářů. Odpočet úroků od daňového základu (NID) toto ale umožňuje bez ohledu na to, zda si společnost půjčuje peníze a platí úroky nebo ne, takže by mělo dojít k odstranění podnětu k nahromadění dluhu. Odpočet je vypočítán jako percentuálně část emitovaného akciového kapitálu společnosti, což ale poskytuje možnost k daňovým únikům, zejména pro společnosti s velkým akciovým kapitálem.

### Transparentnost
Posuzuje transparentnost finančního a daňového systému země.
- Veřejné firemní účty – posuzuje, zda jsou společnosti povinny podávat roční účetní závěrky vládnímu orgánu, a zda jsou tyto účty zpřístupněny online.
- Výkazy pro jednotlivé státy – zkoumá možnost vytvoření sdílených účtů, kde nadnárodní společnost sloučí finanční výsledky ze všech zemí, ve kterých působí, do jedné položky.
- Evidence výkazů pro jednotlivé státy – doplňuje předchozí indikátor. Zjišťuje, zda mají místní orgány přístup k výkazům pro jednotlivé státy.
- Jednostranná daňová rozhodnutí a smlouvy v těžebním průmyslu – hodnotí, do jaké míry jsou všechna relevantní jednostranná daňová rozhodnutí a smlouvy v těžebním průmyslu zveřejňovány online.
- Záznam schémat obcházení daně – zjišťuje, jestli mají daňoví poplatníci a poradci povinnost vykazovat schémata obcházení daně.
- Míra tajnosti daňových soudů – hodnotí transparentnost soudů, co se týče daňových záležitostí, a dostupnost rozsudků online.

### Opatření proti obcházení daně
Identifikuje opatření, která jurisdikce zavádí, aby předešla obcházení daně a přesouvání zisků nadnárodními společnostmi.
- Omezení na úrokové odpočty – zaměřuje se na opatření která limitují tyto odpočty určitým procentem zisku nebo je úplně zakazuje pokud jde o dceřiné společnosti jedné nadnárodní korporace.
- Omezení na odpočty z licenčních poplatků – zkoumá omezení, které jurisdikce stanovila na odpočty z licenčních poplatků.
- Omezení na odpočty z plateb za služby – podobně jako u předchozích dvou indikátorů se tento zabývá opatřeními proti snižování daňového základu, tentokrát pomocí plateb za služby mezi přidruženými společnostmi.
- Srážkové daně z dividend – identifikuje nejnižší dostupnou sazbou daně u odchozích výplat dividend
- Pravidla pro podřízené zahraniční společnosti – analyzuje pravidla, která jsou vedena proti přesouvání zisků do offshorových daňových jurisdikcí.

### Agresivita smluv o dvojím zdanění
Tato kategorie je rovněž jedním indikátorem, který hodnotí, jak agresivní byla jurisdikce při vytváření smluv o dvojím zdanění s ostatními státy a jaké daňové sazby tyto smlouvy ukládají.

## Měřítko rozsahu finančních aktivit
Druhá složka indexu, Měřítko rozsahu finančních aktivit, představuje míru přímých zahraničních investic nadnárodních korporací v dané jurisdikci vzhledem k celkovém objemu přímých zahraničních investic. Zdrojem údajů o přímých zahraničních investicích je Koordinovaný průzkum přímých investic Mezinárodního měnového fondu (Coordinated Direct Investment Survey - CDIS).